# Biler 3
Biler 3 er en Disney-Pixar-film, som havde premiere i USA den 16. juni 2017. Det er den tredje film i Biler-serien.

## Dansk stemme
- Lynet McQueen - David Owe

- Bumle - Lars Hjortshøj

- Luigi - Dario Campeotto

- Sally - Annette Heick

- Mack - Lasse Lunderskov

- Sheriffen - Ulf Pilgaard
- Frede - Eddie Skoller
- Ramone - Tommy Kenter
- Flora - Ditte Gråbøl
- Lizzie - Bente Eskesen

- Jackson Storm - Mathias Flint
- Frøken Fræs - Ditte Hansen
- Klink - Michael Wikke
- Klank - Steen Rasmussen

- Smokey - Finn Nielsen

- Cruz - Johanne Louise Schmidt
- Sterling - Karsten Jansfort

- Doc Hudson - Dick Kaysø

- Tex Dinoco - Peter Zhelder

## Michael Keaton
Michael Keaton som har stemmelagt Ronny Ræs i den første afsnit, er ikke med i denne. Michael skulle faktisk vende tilbage til Biler 3, men han har afvist sin rolle, på grund af han havde travlt med at arbejde i Spider-Man: Homecoming. Han blev erstatte af animator og tegnefilmsdubber Bob Peterson.

## Produktion
Tekst mangler, hjælp os med at skrive teksten

## Modtagelse
Tekst mangler, hjælp os med at skrive teksten